# Хермес бурый елово-пихтовый
Хермес бурый елово-пихтовый (лат. Adelges pectinatae) — вид полужесткокрылых из семейства Adelgidae.

## Описание
Зимующие на пихте личинки — чёрные, покрыты белыми восковыми щетинками, на спинной стороне они образуют три гребня. Срединный гребень —самый высокий. Самки основательницы на ели окрашены в синевато-бурые или тёмно-фиолетовые тона. Откладываемые этими самками, яйца — красно-бурые в восковом налёте. Самки основательницы на пихте имеют тёмно-фиолетовую окраску. Восковые выделения располагаются в шесть поперечных рядов. Девственные самки на пихте — тёмно-фиолетовые. Сверху тела формируется клубок белых извилистых восковых нитей. Мигрирующие с пихты на ель тли — тёмно-красные, опушённые, откладывают красно-жёлтые или чёрно-лиловые яйца.

## Жизненный цикл
Вид мигрирует с елей (Pinus abies, Pinus obovata) на пихту (Abies alba, Abies arizonica, Abies balsamifera, Abies concolor, Abies fraseri, Abies lasiocarpa, Abies sibirica, Abies veitchii). Возможно неполноциклическое развитие — только на одном кормовом растении без миграции. Размножающееся половым путём поколение появляется осенью на ели. Из отложенных этими тлями яиц появляется личинка, которая зимует. Весной под действием выделений слюны личинки почка превращается в светло-зелёный галл, по форме напоминающий плод артишока или небольшую еловую шишку. Галлы раскрываются в начале июня. Вышедшие из галла тли переселяются на пихту. Потомки этих тлей зимуют на нижней стороне хвои на стадии личинки второго возраста. Следующим летом эти особи рождают потомков двух форм: бескрылой и крылатой. Бескрылая форма, жёлтой окраски, питается на нижней поверхности хвои. При массовом повреждении наблюдается опадение хвои. Крылатая форма — тли тёмно-красной окраски и около 0,8 мм — мигрирует на ель. Из отложенных этими тлями яиц появляются самки и самцы размножающиеся половым путём. Из потомки — личинки зимуют на почках ели.

## Классификация
Вид подразделяют на два подвида:
- Adelges pectinatae ishiharai (Inouye, 1936)
- Adelges pectinatae pectinatae (Cholodkovsky, 1888)

## Распространение
Встречается в Европейской части России,Украине, в Сибири и Казахстане и Японии.